# Rosenrot
A Rosenrot (németül rózsa-vörös) a Rammstein nevű német metálegyüttes 5. stúdióalbuma. 2005. október 28-án jelent meg Németországban, 2005. december 6-án Kanadában, és 2006. március 28-án az Egyesült Államokban. Egy limitált példányszámú kiadás is volt, ajándék DVD-vel. Egyaránt megtalálható rajta kemény (például Benzin, Te quiero puta!) és lágy (például Spring, Ein Lied) dal is.
A 4. stúdióalbum után az együttes fel akarta használni a megmaradt anyagot, így ahhoz hozzáírva készült el a Rosenrot. Szóba került a Reise Weiter cím is, mivel pár feldolgozás-számot is a lemezre szerettek volna tenni a Reise, Reise-ról, de végül a zenekar elvetette az ötletet, miután nem volt megelégedve a hangzással. A projekt neve ezután sokáig Reise, Reise Vol 2 volt, az együttes végül 2005 augusztusában jelentette be az új címet. A számokat Spanyolországban és Berlinben vették fel.
Az album borítója szinte teljesen megegyezik a Reise, Reise Japánban megjelent változatával. A kép a USS Atka nevű jégtörőről 1960. március 13-án készített felvétel alapján készült. A gitáros, Paul Landers szerint a képnek semmi jelentése nincs, egyszerűen megtetszett nekik, és az új albumhoz is fel akarták használni.

## Számok
| 1.    | Benzin                                                                                     | 3:46 |
| 2.    | Mann gegen Mann (Férfi férfi ellen)                                                        | 3:50 |
| 3.    | Rosenrot (Rózsavörös)                                                                      | 3:54 |
| 4.    | Spring (Ugorj)                                                                             | 5:24 |
| 5.    | Wo bist du? (Hol vagy?)                                                                    | 3:55 |
| 6.    | Stirb nicht vor mir / Don't die before I do (feat. Sharleen Spiteri) (Ne halj meg előttem) | 4:05 |
| 7.    | Zerstören (Pusztítás)                                                                      | 5:28 |
| 8.    | Hilf mir (Segíts nekem)                                                                    | 4:43 |
| 9.    | Te quiero puta! (Szeretlek, te szajha! (spanyolul))                                        | 3:55 |
| 10.   | Feuer und Wasser (Tűz és víz)                                                              | 5:17 |
| 11.   | Ein Lied (Egy dal)                                                                         | 3:43 |
| 48:00 |                                                                                            |      |

## Kislemezek

### Benzin
2005. október 7-én jelent meg.
Az első kislemez a Benzin volt, a dal a Berliner Wuhlheide rendezvényen debütált először a közönség előtt. Ezután a Reise, Reise turnén sokat szerepelt a szám, valamint Liebe ist für alle da CD turnéján is. 2010-ig ez maradt az egyetlen szám, amit koncerteken is játszik az együttes, és ezen nem is szándékoznak változtatni.

### Rosenrot
A „Rosenrot” kislemezt 2005. december 16-án adták ki.

### Mann gegen Mann
Az album harmadik kislemezét 2006. március 3-án adták ki.